# Trujillo (Valle del Cauca)
Trujillo es un municipio ubicado en el noroccidente del Valle del Cauca, un departamento del suroccidente de Colombia. Según el censo oficial de 2005, cuenta con 18 142 habitantes. Su extensión es de 221 km² y su cabecera municipal se encuentra a 1260 m s. n. m. Se ha caracterizado por la calidad en su producción de café, plátano, frutas y verduras.

## Toponimia
En honor al general y Presidente liberal Julián Trujillo.

## Geografía
El Municipio de Trujillo se encuentra plantado en la ladera oriental de la Cordillera Occidental en la trifurcación andina colombiana. Su área disfruta de una estrecha zona plana al margen occidental del río Cauca y de una extensa zona montañosa que va desde los 1000 hasta más de los 3000 m s. n. m. El territorio está bañado por múltiples ríos y quebradas que en su mayoría desembocan en el río Cáceres y, por consiguiente, en el río Cauca. Los ríos Culebras, Cuancua, Cáceres y Blanco son los más conocidos en la región. 

### Clima
El clima del municipio es Templado Tropical Ecuatorial, en su mayor extensión; aunque cuenta con una zona cálida y una zona paramera. La temperatura promedio de la cabecera municipal es de 21 °C. La estación seca va de diciembre a marzo y de julio a agosto y la estación de lluvias de abril a junio y de septiembre hasta noviembre.

### Recursos naturales
La ubicación del municipio dentro de la región geográfica del Valle del Cauca, hacen de su territorio un espacio de importante riqueza natural: la confluencia de ríos y otras fuentes hídricas hacen que la región en sí sea potencia natural de cultivos como la caña de azúcar en el valle y la panelera en la montaña. El tradicional cultivo de café comparte importancia con la siembra de frutas verduras y la cría de animales.

## División Político-Administrativa
Además de su Cabecera municipal. Trujillo tiene bajo su jurisdicción los siguientes Centros poblados:
- Andinápolis
- Cristales
- Dosquebradas
- Huasanó
- La Sonora
- Robledo
- San Isidro
- Venecia

#### Veredas
Además, el municipio está compuesto con las siguientes veredas:
La Sonadora, Cerro Azul, El Chocho, La Bohemia, La Siria, La Soledad, El Muñeco, Los Chacales, Magungo, Cedrales, El Oso, La Floresta, La Luisa, La Marina, Tres Esquinas, Tres Heldas, Villa, Villa Clara, El Tabor, Alto Cáceres, Baja Cristalina, Bajo Cáceres, El Tanjer, Juntas, Los Ranchos, Palermo, Puente Blanco, Cascajal, Hato Viejo, Tierra Blanca, La Marina, La Betulia, Riochiquito, El Indio, La Herradura, La Débora, Maracaibo, La Diamantina, Alto Cristales.

## Historia

### Desde la época precolombina hasta el manifiesto fundacional de 1922
La zona de la cordillera occidental del valle del cauca fue habitada en algunos sectores por los indios gorrones. En Trujillo, además que esporádicos encuentros de guacas, no hay mayor indicio de tempranos asentamiento indígenas. Es de esperarse que por las cualidades climáticas y las características geo-orográficas la zona fuese usada para la caza y la pesca con centros de acopio en Juntas y Puente Rojo. 
A finales del siglo XIX la región fue empezada a colonizar por los antioquenos. “El 7 de enero de 1871, Cayetano Delgado, un ciudadano bugueño que figuraba en los libros notariales de su ciudad como propietario de los “terrenos comprendidos entre la cima de la cordillera Occidental y los ríos Cuancua y Riofrío”, cedió lotes de 50 hectáreas a Juan Jacobo Restrepo con la condición de distribuirlos entre “antioqueños trabajadores y sanos” para que poblaran la zona montañosa entre los ríos Culebras y Riofrío, y prestaran servicios en sus predios." 

### Época fundacional
El 21 de septiembre de 1922 los hermanos Leocadio y Rafael Salazar, junto a un grupo de pobladores como Cayetano Muriel, Ismael Ospina, Marcos A. Materón, Antonio Pérez, Demetrio Ramírez, Cruz María Restrepo, Julio Sabogal, Manuel Salvador Marín, Fernando Flórez, Luis Materón, Melitón Ospina, Marcos Álvarez, Bernabé Gómez, Francisco Franco, Graciliano Vallejo, Arturo Mejía, Elías Moncada, Pedro Gil, María Ospina, Ulpiano Moreno, Francisco Guarín, Jesús Antonio Molina, Eufrasio Valencia y junto con el Presbítero Norberto López, Juan Sanclemente,  Eduardo Aguirre, Pedro José Lorza Miguel Antonio Pineda y Fidecio Navarrete, presentes también en el acto, decidieron cambiar las fortunas del caserío “La Esneda” que dependía de la jurisdicción del distrito de Huasanó de la provincia de Roldanillo. 
En el año 1924 se fundó la aldea, con el nombre “Vernaza” en honor a José Ignacio Vernaza, gobernador del Valle y benefactor de la fundación. En octubre de 1929, Ernesto Pedraza (quien más tarde llegara a convertirse en Alcalde Municipal) propuso el nuevo nombre, en honor al General y Presidente liberal Julián Trujillo. Por la ordenanza número 19 de 1930, Trujillo adquiere la jurisdicción municipal.

### Asentamiento político
Después de la fundación y hasta el 9 de abril de 1948, el municipio adquirió un perfil y posicionamiento político que permitió representar un rol muy importante en los quehaceres del departamento. Para algunos analistas, la importancia de Trujillo no era tanto por los aportes a la política como lo era a la economía regional. El mando del municipio estuvo a cargo de líderes liberales vallecaucanos, que contrastaban profundamente con las tradiciones conservadoras antioqueñas.
Desde 1989 y 1994 la población sufrió violencia por parte de paramilitares, ejército y narcotraficantes.

## Demografía
Tradicionalmente, Trujillo se ha entendido como producto de la colonización paisa del principio del siglo XX.  Como dato curioso, cabe mencionar la hipótesis de que Trujillo fue fundado por ex convictos y desmovilizados de la Guerra de los Mil Días, lo cual traería una ascendencia del altiplano cundiboyacense y santandereana que afectarían la forma de ser de sus habitantes, a pesar de lo cual el predominio de las tradiciones paisas es muy notable, razón por la cual se dice que los habitantes de Trujillo habitan un rincón paisa situado en el Valle.

## Morfología urbana

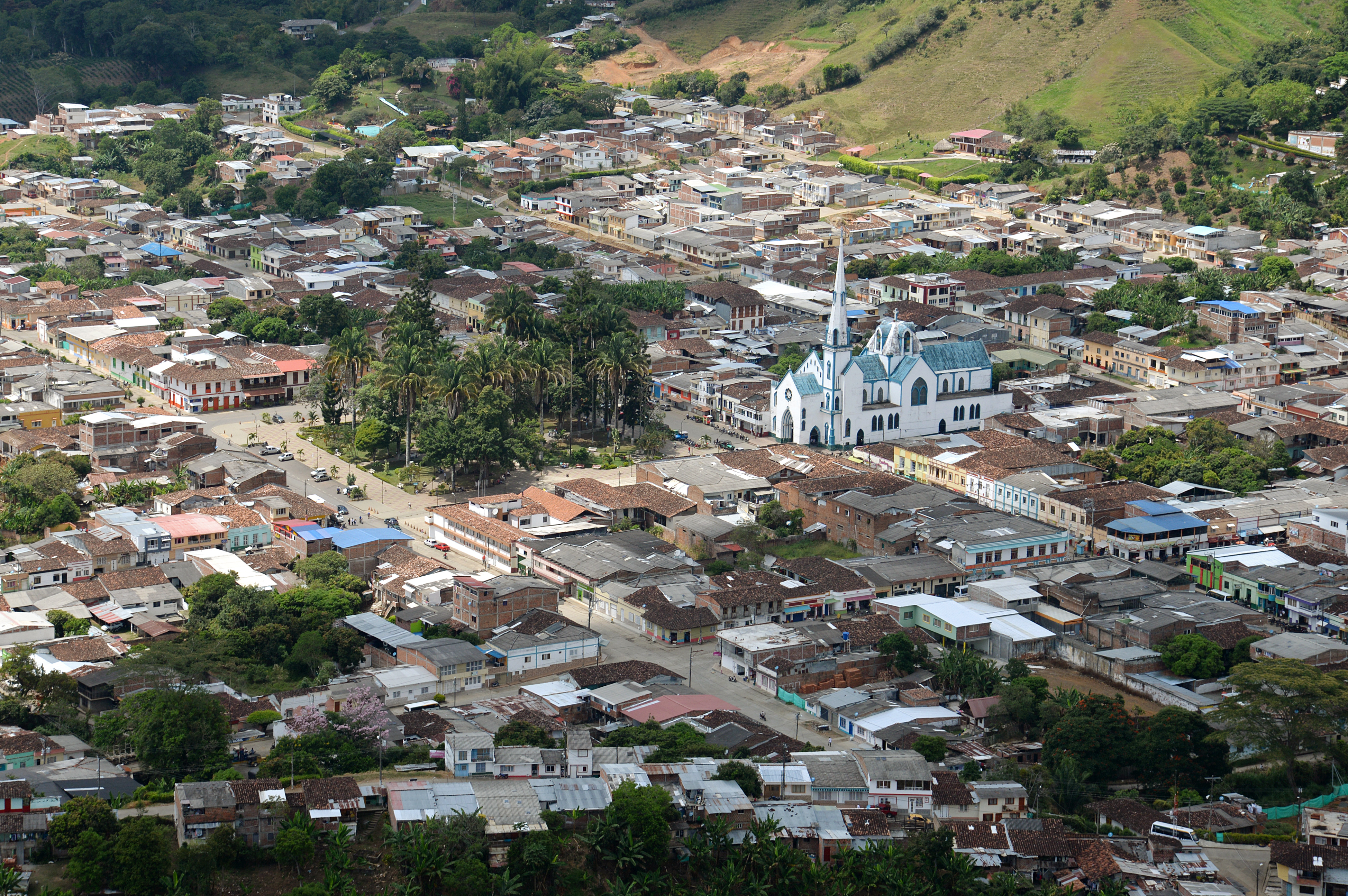
Panorámica de Trujillo

Físicamente, Trujillo se desarrolló en un pequeño valle ligeramente ondulado sobre el cual se hicieron movimientos de tierra e incluso se modificó el cauce natural del río con el objeto de acondicionar el terreno para el primer asentamiento, lo que se comprueba en los cambios de nivel al interior de las manzanas del centro, respecto al nivel de la vía.
Estas intervenciones sobre el terreno permitieron que el trazado urbano se desarrollara en su mayor proporción en una malla ortogonal que se extiende longitudinalmente de nor-oriente a sur-occidente, la cual en su extensión ya tocó los bordes naturales del mencionado valle.
En el extremo nor-oriental de la cabecera, a partir del río Culebras, el terreno presenta pendientes moderadas que van ascendiendo hasta encontrar la ladera de una formación denominada la cuchilla sobre cuya cresta se asienta el barrio que lleva el mismo nombre. En esta zona el trazado urbano busca acomodarse a la topografía sirviéndose de un ramal principal que se articula a la malla general por medio de la vía de acceso principal y una serie de caminos peatonales sin consolidar.
Los demás bordes naturales que ayudan a determinar el perímetro físico de la cabecera corresponden al río culebras por el sur-oriente, a un pequeño caño por el extremo sur-occidental, y a una zona de ladera que se alza longitudinalmente por el occidente.
Funcionalmente, Trujillo tiende a desarrollarse en relación con los ejes longitudinales (carreras) que determinan su forma. Tiene como Nodos principales de actividad a la plaza principal, el parque recreacional y al complejo deportivo determinado por el coliseo y el estadio.
Los ejes de actividad principales corresponden básicamente a las carreras 19 y 20, así como también a la calle 21 que corre en sentido transversal. Estos ejes de actividad tienden a conectar Hitos de referencia urbana como lo son la Iglesia, el "teatro", las instalaciones de Teletuluá y el monumento a los fundadores en el marco de la Plaza Principal. En relación con el eje de actividad transversal encontramos como Hitos a la Plaza de mercado, el Hospital y los Bomberos. Otros puntos que fueron considerados Hitos por la comunidad y que van en relación con la memoria urbana y la imagen de ciudad que tienen los trujillenses son, la Casa de los tres pisos, el puente del Barrio el Planchón, la Cruz del Padre Tiberio, La Gruta de la Virgen (que sirve de remate la carrera 20), el llamado "Paso de la Muerte" (carrera 20 entre Calles 14 y 15), la casa denominada "El Otro Mundo" y la Concentración Agrícola.

## Servicios públicos
- Energía Eléctrica: Celsia, es la empresa prestadora del servicio de energía eléctrica.[5]
- Gas Natural: Gases de Occidente es la empresa distribuidora y comercializadora de gas natural en el municipio.